# Tomás Martín Etcheverry
Tomás Martín Etcheverry (n. 18 iulie 1999, La Plata, Buenos Aires, Argentina) este un jucător profesionist de tenis din Argentina. Cea mai bună clasare a sa la simplu este locul 27 mondial, în februarie 2024, iar la dublu, locul 205 mondial, în septembrie 2022.
Etcheverry a câștigat trei titluri ATP Challenger și cinci titluri ITF la simplu, precum și șase titluri ITF și un titlu ATP Challenger la dublu.